# Oscar Alfredo Gálvez
Oscar Alfredo Gálvez (n. 17 august 1913, Buenos Aires, Argentina – d. 16 decembrie 1989, Buenos Aires, Argentina) a fost un pilot de Formula 1. De-a lungul carierei a luat startul în 1 cursă, niciuna din pole-position. Nu a câștigat nicio cursă și nu a terminat niciodată pe podium, acumulând 2 puncte în întreaga activitate ca pilot de Formula 1.